# Stachys ochroleuca
Stachys ochroleuca là một loài thực vật có hoa trong họ Hoa môi. Loài này được Phil. miêu tả khoa học đầu tiên năm 1864.